# Etherisch dubbel
Het etherisch dubbel is een term uit de parapsychologie, theosofie en het hylisch pluralisme, waarmee het zogenoemd energielichaam van de mens wordt bedoeld. Net als bij het astraallichaam is er geen wetenschappelijk bewijs voor het bestaan van het etherisch dubbel.
Volgens de theosofen bestaat het etherisch dubbel naast het fysieke lichaam en is het een blauwdruk waarnaar het dichte fysieke lichaam gebouwd is. Het zou de verdeler zijn van de levensenergie van de zon (prana) en de plaats waar zich de chakra's bevinden. Volgens deze opvatting blijft het etherisch dubbel, anders dan het astrale en mentale lichaam, altijd verbonden met het fysieke lichaam en verlaat het tijdens de slaap het fysieke lichaam niet. Alleen onder narcose zou dit wel kunnen gebeuren.
Het etherisch dubbel zou, in tegenstelling tot het astraallichaam, wel een massa hebben. 
De termen etherisch dubbel en etherisch lichaam worden buiten de theosofie vaak als synoniem gebruikt voor het astrale lichaam. 